# Ovalidota milleri
Ovalidota milleri is een zeekomkommer uit de familie Chiridotidae.
De wetenschappelijke naam van de soort werd in 2004 gepubliceerd door David Pawson.